# 太甫绥鲁
太甫绥鲁（阿拉伯语：‎，羅馬化：tafsīr），又译为太弗西尔、塔夫斯日等，本意为“阐明”、“解释”，在伊斯兰教中指《古兰经》的注释，即对《古兰经》经文的词意、语法、修辞、教义、历史事件等作解释的著作。在伊斯兰神学中专门研究太甫绥鲁的学科称为古兰经经注学。